# Čestné pohřebiště hrdinů II. odboje

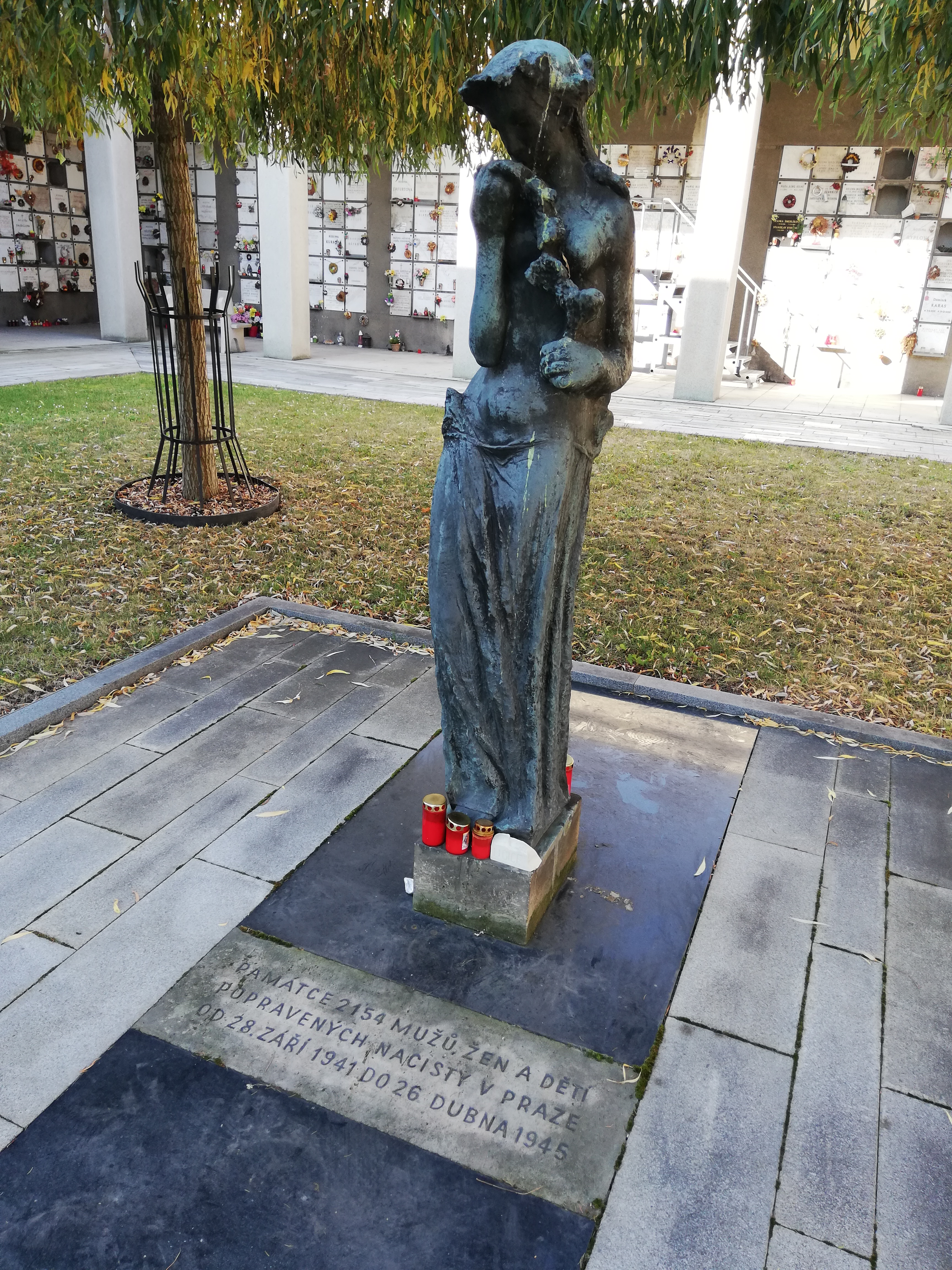
Bronzová socha Smutné jaro z roku 1942 od Josefa Wagnera je součástí čestného pohřebiště hrdinů II. odboje a pomníku věnovaného obětem 2. světové války v areálu Krematoria Strašnice. Na desce původní nápis (foto 2021)

Čestné pohřebiště hrdinů II. odboje (nebo též pomník obětem druhé světové války) v areálu Krematoria Strašnice v Praze 10 na Vinohradech se nachází po pravé straně cestou od hlavní brány směrem k obřadní budově strašnického krematoria. Pietní místo – jeden z největších masových hrobů v České republice – je obdélníková zatravněná plocha obklopená smutečními vrbami a urnovým hájem. Uprostřed této zelené travnaté plochy je bronzová socha mladé dívky – dílo českého sochaře Josefa Wagnera z roku 1942 s názvem Smutné jaro.

## Historie
Mezi léty 1932 až 1952 vykonával funkci ředitele strašnického krematoria František Suchý starší (1899–1982). V období nacistické i komunistické totality byly v krematoriu spalovány tisíce obětí vykonstruovaných procesů, tajných poprav a policejních mučení. Tehdejší ředitel krematoria společně se svým synem Ing. Františkem Suchým (1927–2018) vedli tajně seznam spálených těl, informovali také o úmrtí osob jejich příbuzné. Popel obětí měli za úkol sypat do kompostu, ale ve skutečnosti ostatky schovával (pro jejich budoucí důstojné pohřbení) a pečlivě evidoval jména všech zpopelněných osob, za což mu hrozil trest. V době protektorátu Čechy a Morava během druhé světové války bylo v tzv. mimořádné (třetí) noční směně ve strašnickém krematoriu zpopelněno kolem 2200 osob. 
Přesná statistika uvádí, že zde byl rozptýlen popel 2154 mužů, žen a dětí, kteří položili svůj život v boji s nacistickými okupanty. Zde se nachází popel předních osobností II. odboje i desítek příslušníků vojenské odbojové organizace Obrana národa (ON):
- prvního velitele ilegální vojenské odbojové organizace Obrana národa (ON) generála Josefa Bílého;[4]
- prvního zemského velitele ON a vojenského velitele Sokola generála Hugo Vojty;[4]
- dalšího zemského velitele ON (pro oblast Čechy) legionáře a generála Václava Šáry;[4]
- velitele Krajského vojenského velitelství ON (Praha jihozápad) legionáře a generála Olega Svátka;[4]
- zástupce oblastního velitele ON (Velká Praha) (a zástupce generála Bedřicha Homoly) Mikuláše Doležala;[4]
- zástupce velitele Vojenského zeměpisného ústavu Praha a představitele vedení druhé garnitury ON plukovníka Josefa Churavého;[4]
- legionáře a člena zpravodajsko-sabotážní skupiny ON známé jako Tři králové podplukovníka Josefa Balabána;[4]
- dalšího člena zpravodajsko-sabotážní skupiny ON známé jako Tři králové podplukovníka Josefa Vladimíra Mašína;[4]
- spisovatele a odbojáře Vladislava Vančury;[2][4]
- náčelníka Československé obce sokolské Augustina Pechláta[4]
- a mnoha dalších.[4]

Je zde uchováván popel i 26 obyvatel Lidic, kteří byli nacisty zastřeleni 16. června 1942 v Praze-Kobylisích. Jednalo se o muže z noční směny, kteří nebyli v okamžiku vyhlazení obce (dne 10. června 1942) doma. Dále pak popel dvou lidických chlapců starších 15 let i popel rodiny dvou lidických letců, příslušníků RAF, Josefa Horáka a Josefa Stříbrného.
Ve Strašnickém krematoriu skončil například i popel vězňů z koncentračního tábora Hradištko.

### Po druhé světové válce
Nedlouho po přenesení popela zavražděných z improvizovaného místa za strašnickým krematoriem do prostoru ohraničeného urnovým hájem mělo dojít i k vybudování důstojného pomníku. Do února roku 1948 v areálu Krematoria Strašnice pietně upravené pohřebiště ale nevzniklo a místo tak postupně upadlo na dlouhá léta do zapomnění.

### Po únoru 1948
Po komunistickém puči v únoru 1948 se do krematoria začala opět přivážet těla popravených ve vykonstruovaných politických procesech. Urny se ukládaly anonymně do společného pohřebiště, příbuzní nesměli být přítomni obřadu ani převzít urnu a často byli o zpopelnění informováni ex post. I tato zpopelňování měla zůstat utajena, ale otec a syn Suchých navázali na své úsilí z doby německé okupace. František Suchý mladší se navíc zapojil i do protikomunistického odboje a pokračoval v evidenci zpopelňovaných osob.

### Soudní dohra
- František Suchý starší byl v roce 1952 zatčen a vězněn.[pozn. 3]
- Jeho syn František Suchý mladší byl za účast v protikomunistickém odboji[4] zatčen v roce 1952 a následně odsouzen k 25 letům odnětí svobody.[9][4][pozn. 4] Ve stejném procesu byli spolu s ním souzeni i oba jeho rodiče, jejichž výše trestu byla nakonec 4 respektive 4,5 roku vězení.[4] František Suchý mladší prošel komunistickými věznicemi na Pankráci, Mírově, v Opavě, v Plzni na Borech i ve slovenském Leopoldově.[4] Minula jej i velká amnestie prezidenta Antonína Novotného v roce 1960[4] a po odpykání poloviny trestu byl, díky opakovaným žádostem rodičů,[4] propuštěn (po 12 letech věznění) na svobodu teprve na podzim roku 1964.[2] Poté pracoval jako zámečník a konstruktér.[10][pozn. 5]

### Závěr
O činnosti otce a syna Suchých se dlouho nevědělo, ale nakonec o jejich činnosti promluvil skromný František Suchý mladší. Na přelomu let 2016/2017 obdržel Magistrát hlavního města Prahy žádost o uvolnění finančních prostředků na důstojnou úpravu místa posledního odpočinku hrdinů II. odboje. Zrekonstruované čestné pohřebiště hrdinů II. odboje bylo (po důstojných úpravách) slavnostně odhaleno (díky pomoci pražského magistrátu) na Den válečných veteránů dne 11. listopadu 2017.
NA VĚČNOU PAMĚŤ 2154 VLASTENCŮ / POPRAVENÝCH A UMUČENÝCH V LETECH 1939 - 1945, /
KTEŘÍ V BOJI PROTI FAŠISMU POLOŽILI SVÉ ŽIVOTY / ZA LEPŠÍ BUDOUCNOST NAŠÍ I / PŘÍŠTÍCH POKOLENÍ, / JEJICHŽ POPEL BYL SPOLU S POZŮSTATKY / LIDICKÝCH OBĚTÍ TAJNĚ ULOŽEN NA TOMTO MÍSTĚ / ZAMĚSTNANCI KREMATORIA.
 , Původní nápis na pamětní desce, 
V roce 2025 byl natočen film „Popel", který popisuje pátrání po osudech španělského občana, který byl za druhé světové války odvlečen do Protektorátu do pobočného koncentračního tábora Hradištko. Dokument objevuje zásadní roli Františka Suchého a jeho syna při odkrývání osudů tisíců nacistických obětí. Film byl promítán v kinech. Zkrácenou televizní verzi pod názvem „Tajemství pražského krematoria" odvysílala Česká televize dne 14. května 2025.

Během pietního aktu konaného dne 15. dubna 2025 na Čestném pohřebišti strašnického krematoria, za účasti velvyslanců Španělska v ČR a České republiky ve Španělsku, byla odhalena nová pamětní deska rodině Suchých.

Někteří z hrdinů II. odboje
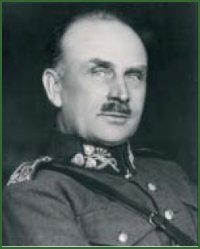
Generál Josef Bílý
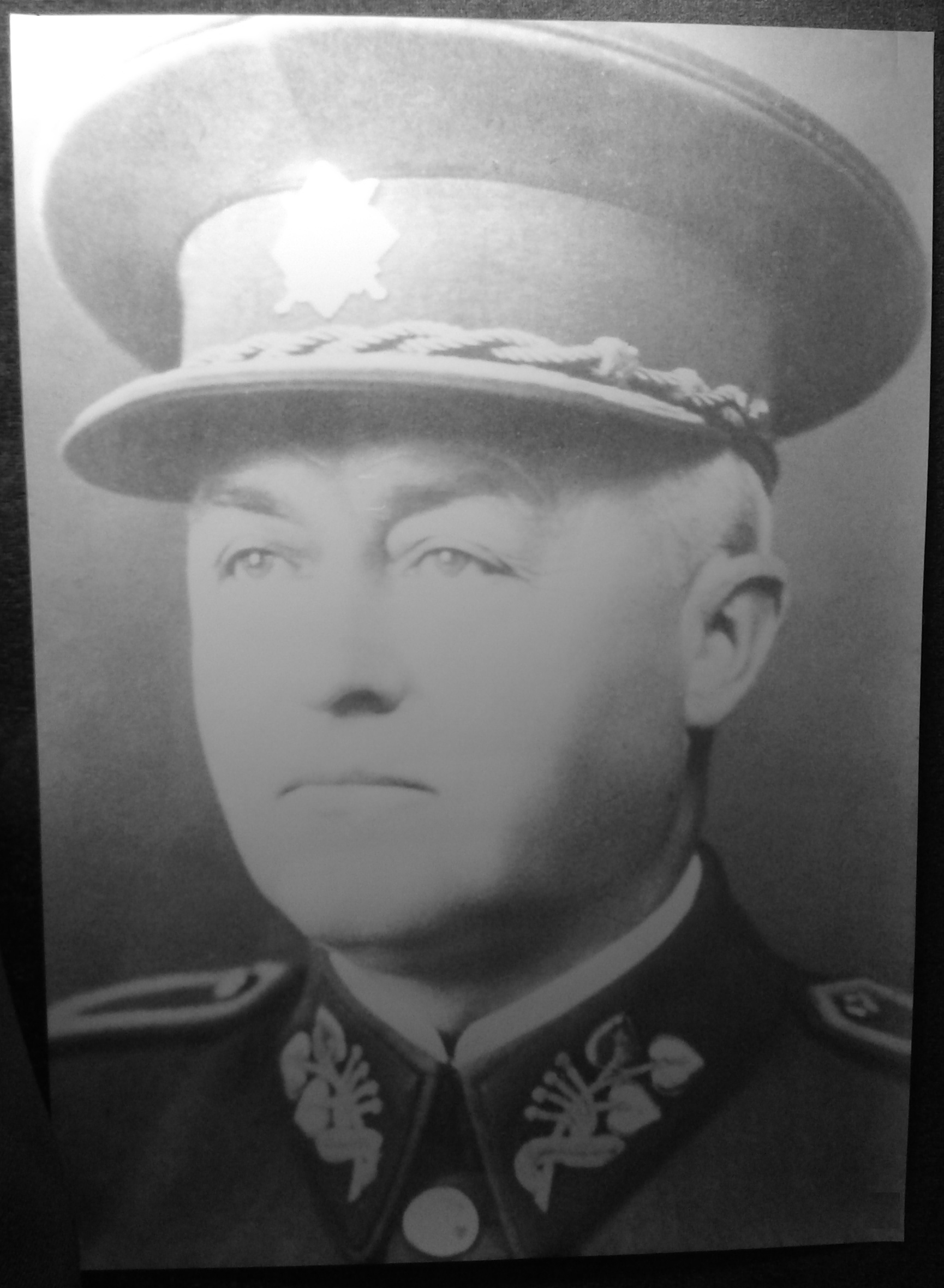
Divizní generál Hugo Vojta
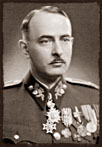
Brigádní generál Václav Šára
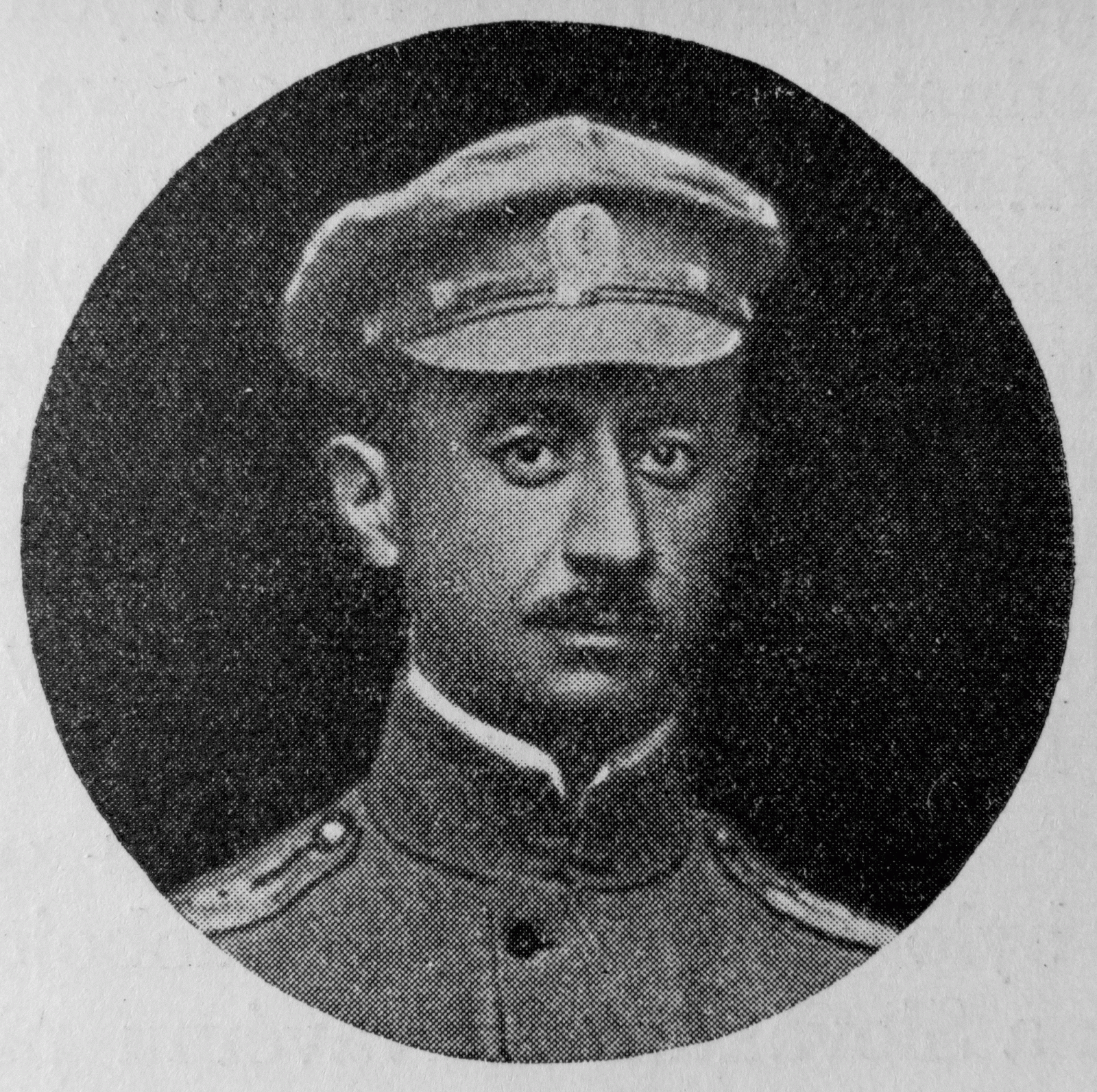
Divizní generál Oleg Svátek
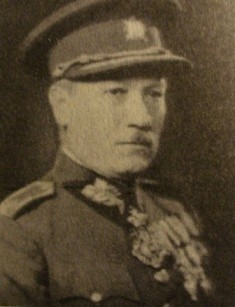
Divizní generál Mikuláš Doležal
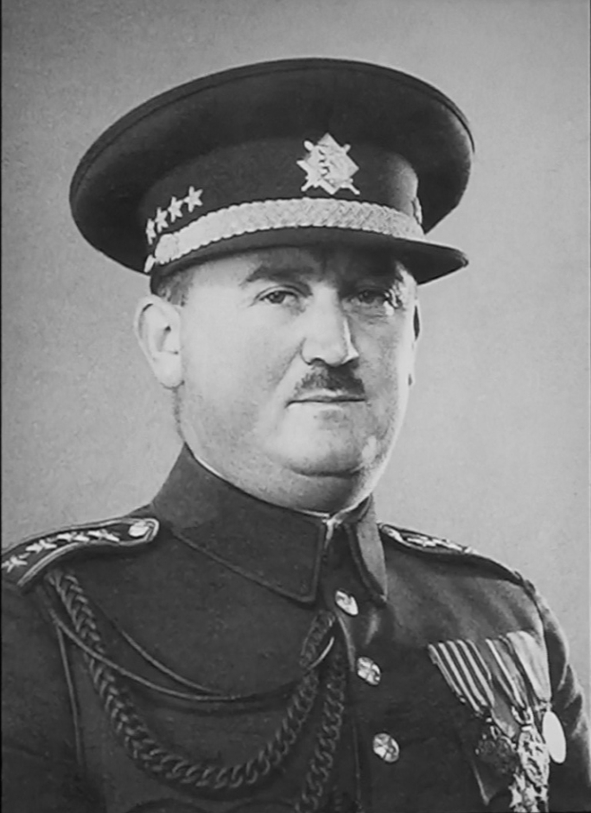
Brigádní generál Josef Churavý
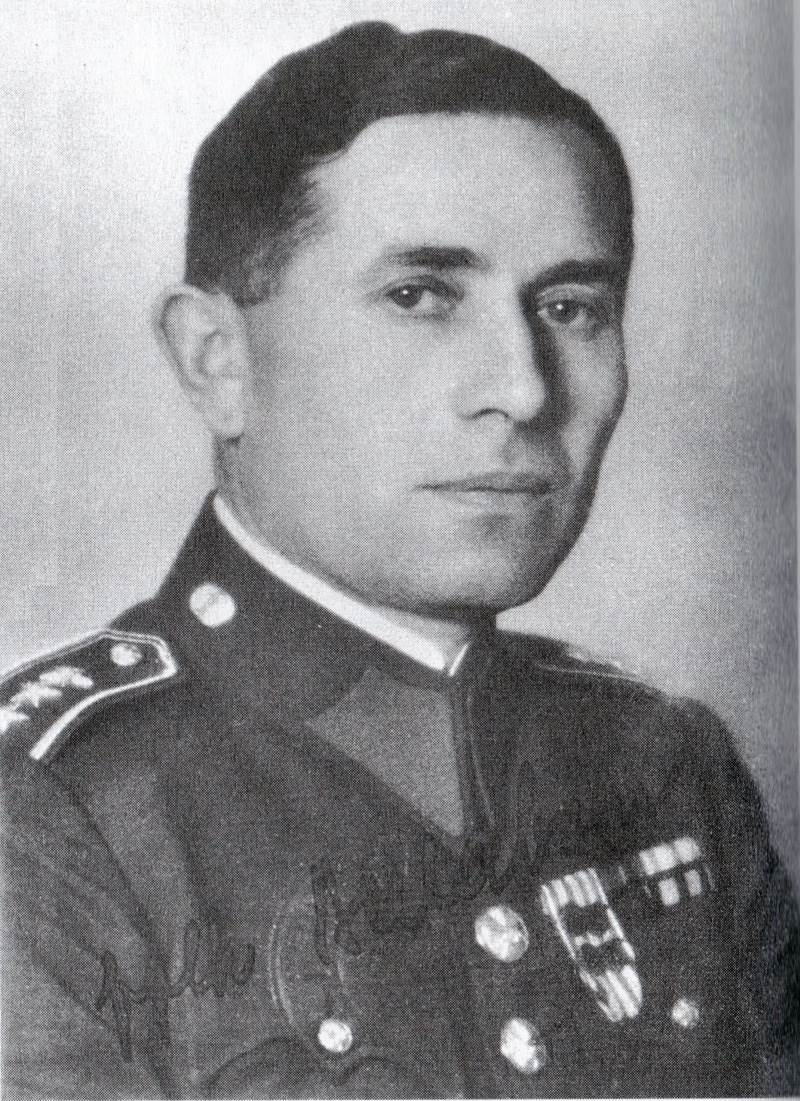
Generálmajor Josef Balabán
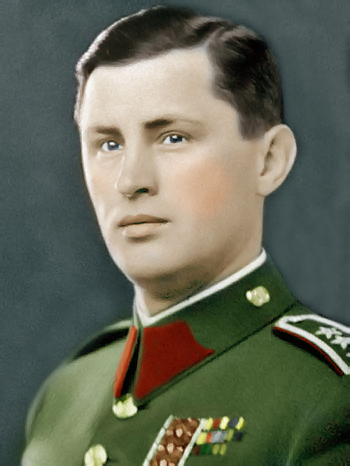
Generálmajor Josef Mašín
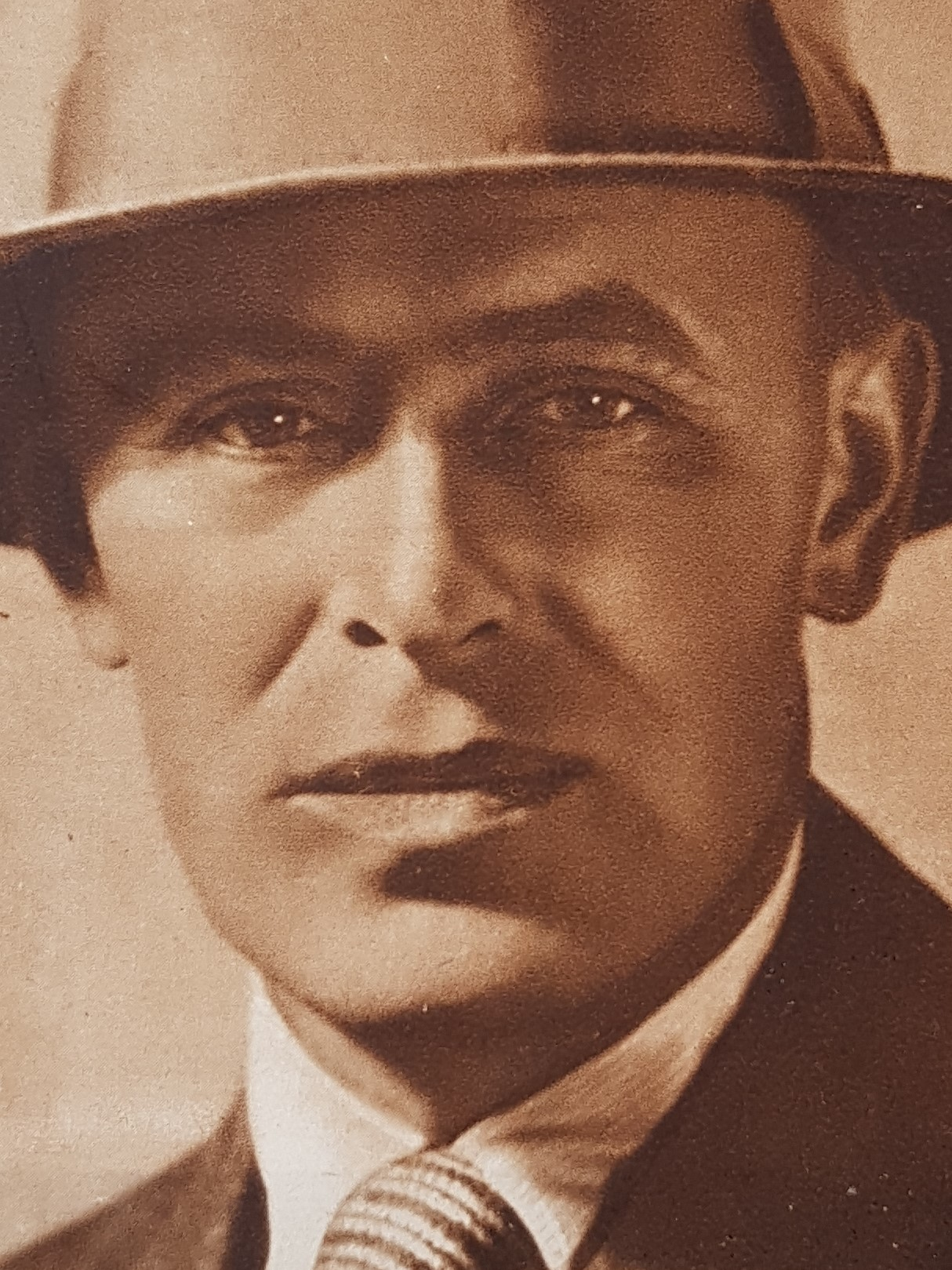
MUDr. Vladislav Vančura
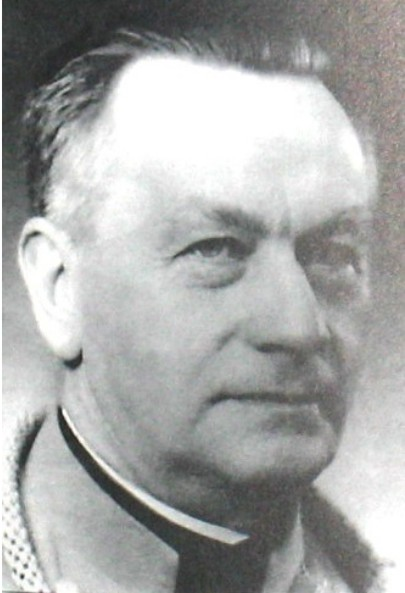
PhDr. Augustin Pechlát

## Galerie

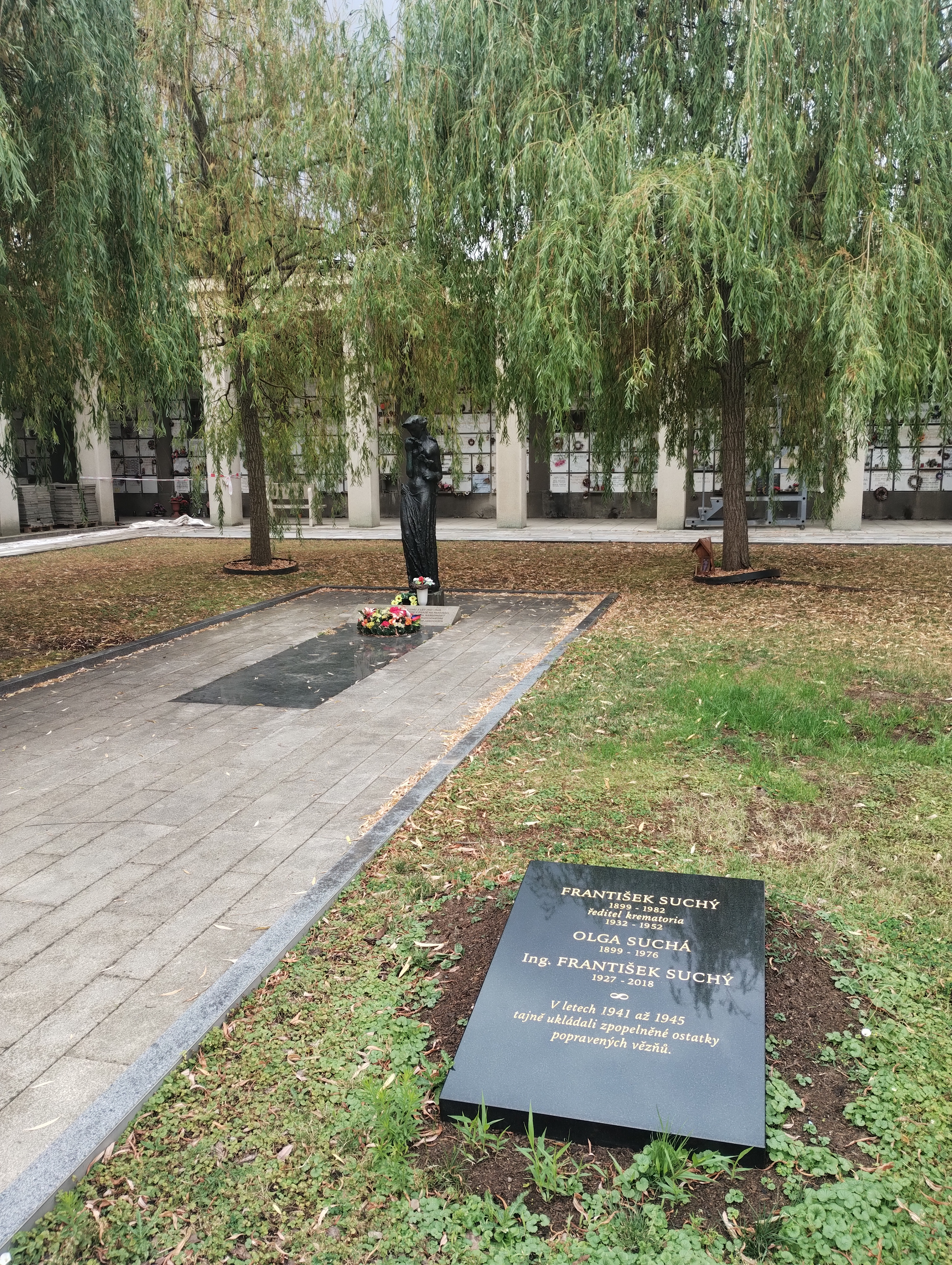
Pohled na Čestné pohřebiště od pamětní desky Františka Suchého
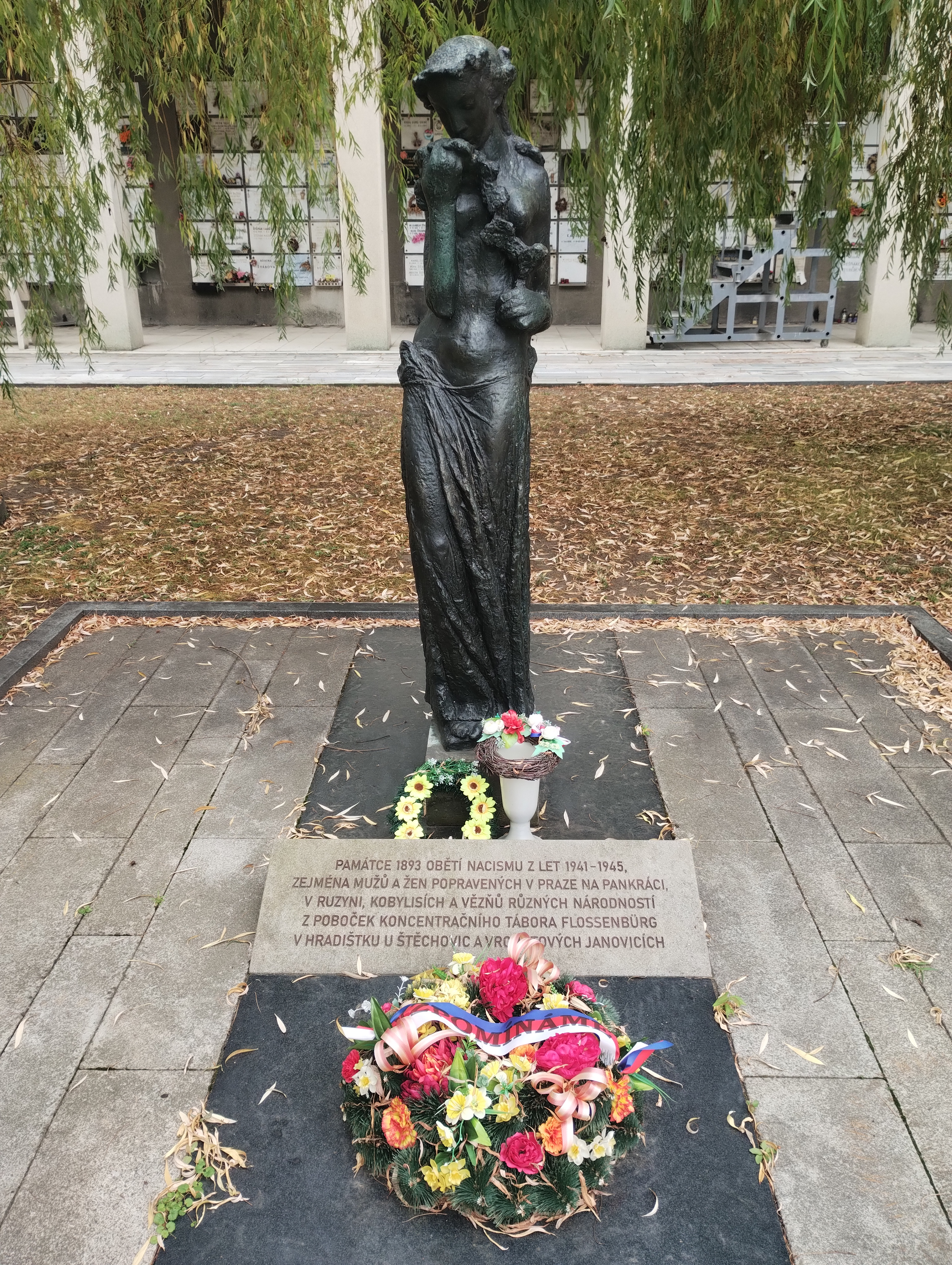
Pomník s bronzovou sochou Smutné jaro od Josefa Wagnera
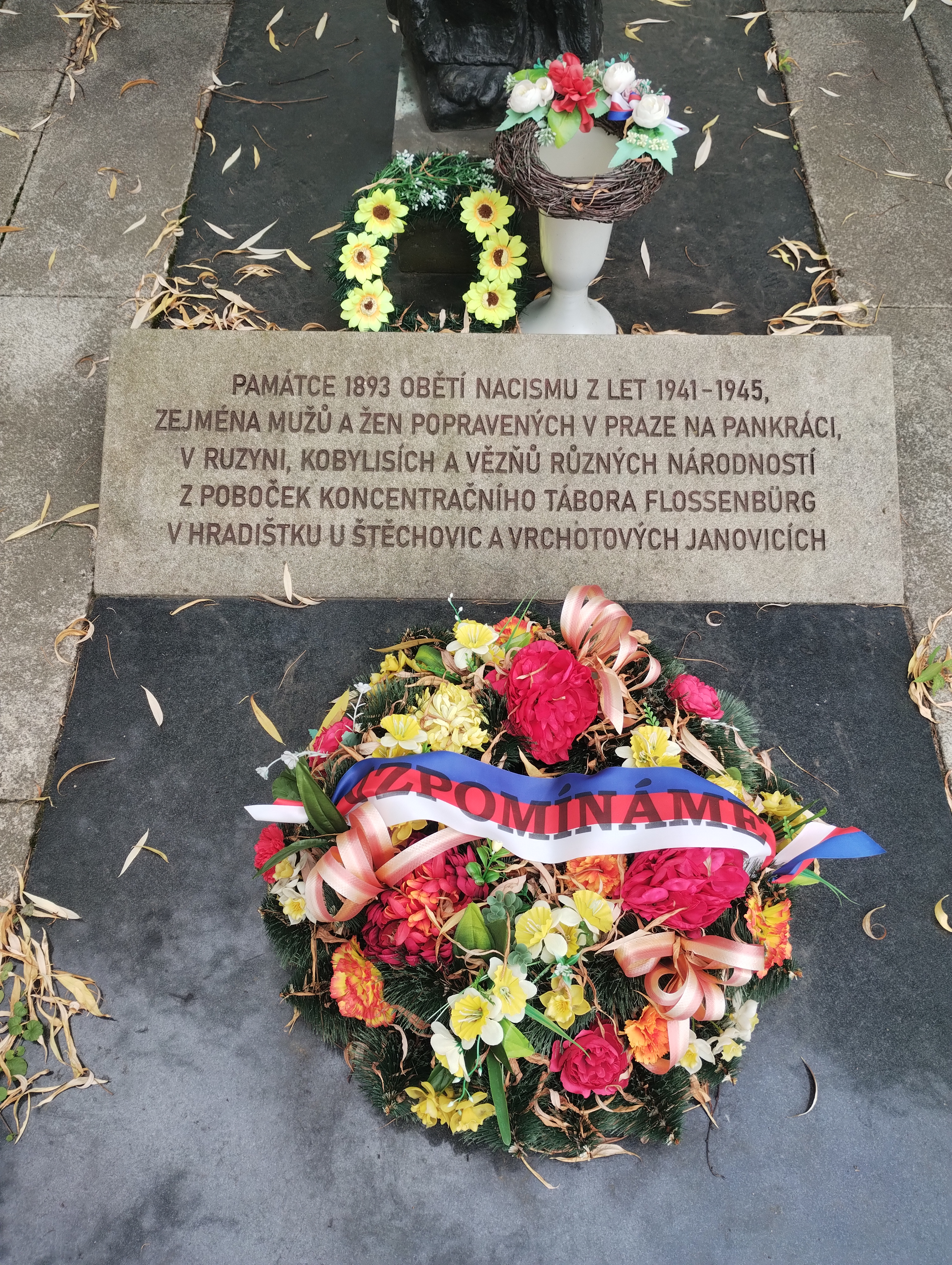
Detail pomníku a pamětní desky
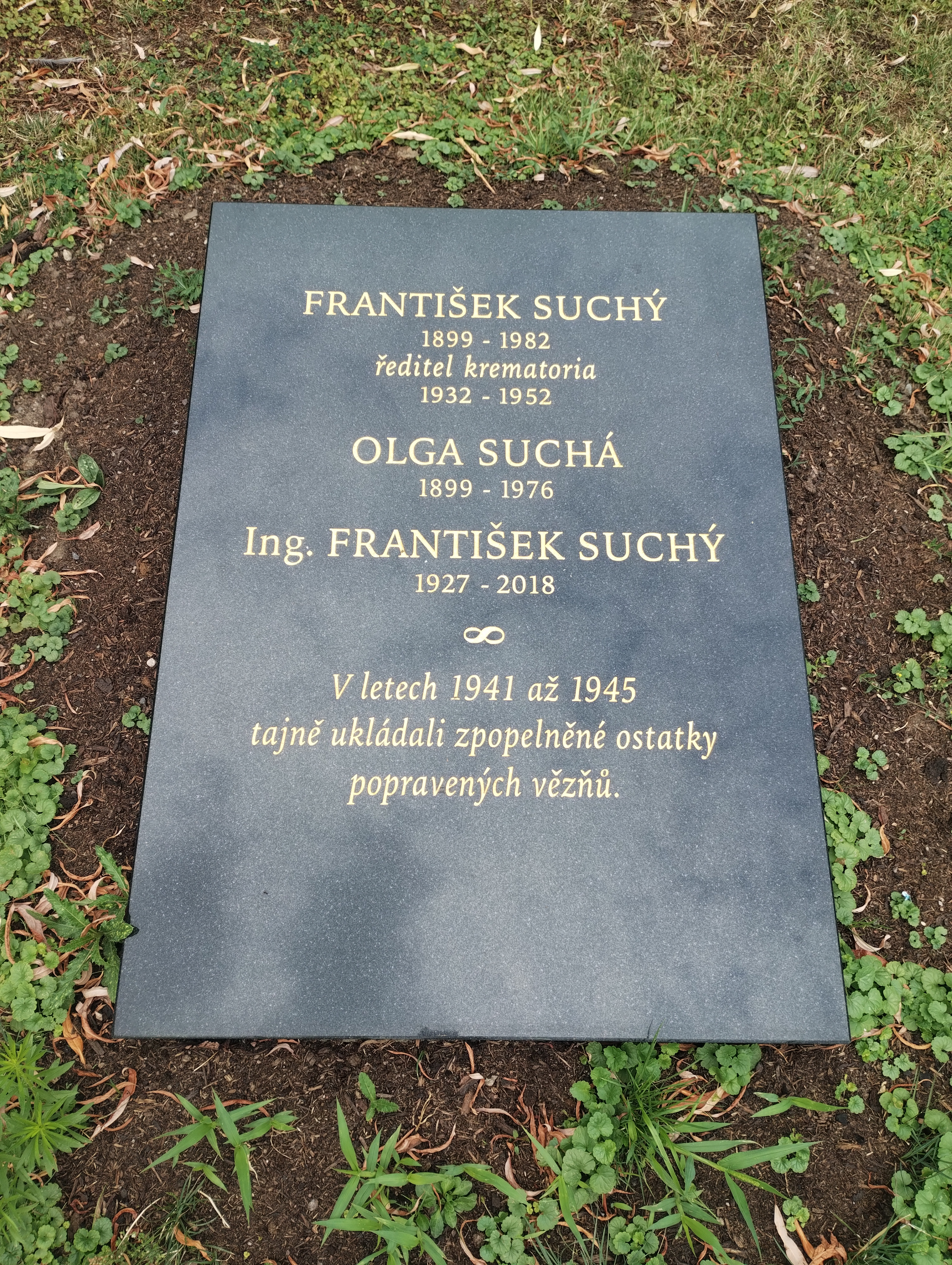
Pamětní deska Františka Suchého, ředitele krematoria, a jeho rodiny